# دافيد أيالون
دافيد أيالون (1914-25 يونيو 1998) هو مؤرخ إسرائيلي متخصص في تاريخ الإسلام والشرق الأوسط، وفي أسر المماليك الحاكمة في مصر. واشتهر داخل إسرائيل بالقاموس العربي - العبري الذي شارك في تأليفه عام 1947.

## حياته
ولد دافيد نويشتات في حيفا ونشأ في مدينة زخرون يعقوب وروش بينا. وبعد إتمام دراسته الثانوية في حيفا، التحق عام 1933 للدراسة في الجامعة العبرية التي تأسست حديثًا في القدس.
وعلى الرغم من خدمته في الجيش البريطاني خلال الحرب العالمية الثانية، حصل على درجة الدكتوراه عام 1946 تحت إشراف ليو أري ماير. وفي أواخر الأربعينيات من القرن الماضي غير اسمه إلى دافيد أيالون. 
أسس أيالون قسم دراسات الشرق الأوسط الحديث في الجامعة العبرية بالقدس عام 1949، وترأسه حتى عام 1956. ومن عام 1963 إلى عام 1967 ترأس معهد الدراسات الآسيوية والأفريقية في الجامعة العبرية. 
وساهم بمقالات في دائرة المعارف الإسلامية. وأبرز أعماله هو "الخصيان والخلفاء والسلاطين". 

## وفاته
توفي أيالون بالسرطان عن عمر يناهز 84 عامًا في عام 1998.

## أعماله
- قاموس عربي-عبري للغة العربية الحديثة (بالاشتراك مع بيساخ شينار)، 1947.
- البارود والأسلحة النارية في المملكة المملوكية: تحدٍ لمجتمع العصور الوسطى، 1956
- دراسات حول مماليك مصر (1250-1517)، 1977
- المجتمع العسكري المملوكلي 1979
- الغرباء في بلاد الإسلام: المماليك والمغول والخصيان، 1988
- الإسلام ودار الحرب: العبيد العسكريون وخصوم الإسلام، 1994
- الخصيان والخلفاء والسلاطين: دراسة في علاقات القوة 1999